# Мост
Мост (чеськ. Most, застаріле нім. Brüx) — місто в Устецькому краї на північному заході Чехії; адміністративний центр району Мост.
Місто розташоване на річці Біліні біля підніжжя Рудних гір, на відстані 85 км на північний захід від Праги, і 20 км — від кордону з Німеччиною.
Територія міста (підпорядкованої йому території) становить 86,94 км², населення власне міста (станом на квітень 2008 року) —67 216 осіб.

## Населення
Динаміку змінюваності населення демонструє нижче наведена Таблиця:
| 1869   | 1880   | 1980   | 1900   | 1910   | 1921   | 1930   | 1950   | 1961   | 1970   | 1980   | 1991   | 2001   |
| ------ | ------ | ------ | ------ | ------ | ------ | ------ | ------ | ------ | ------ | ------ | ------ | ------ |
| 11 262 | 18 649 | 27 292 | 40 701 | 48 621 | 51 272 | 56 751 | 46 328 | 56 857 | 61 158 | 61 543 | 70 670 | 68 263 |

## З історії міста
Місто було засноване, на думку дослідників, у X столітті, а вперше згадується в літописі під 1040 роком як Гневинський Мост, від назви Гневинського замку.

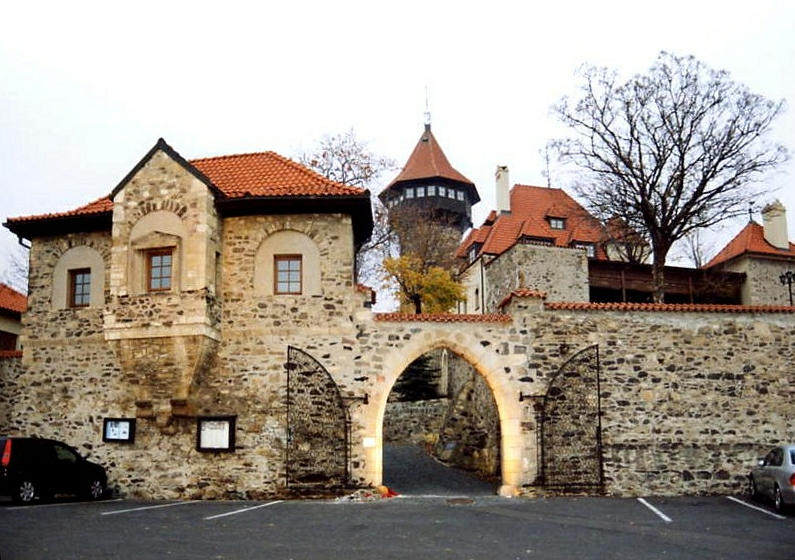
Гневинський замок

Визначальним для зростання містечка стало його розташування — на торговельному шляху з Праги до Фрайбурга. Цей шлях пролягав по дерев'яних мостах через болота (у теперішній час повністю осушені). Деякі дослідники схильні вважати цей факт етимологією топоніму «Мост».
У XIII столітті містечко деякий час перебувало під владою лицарів-хрестоносців. За правління князів Пржемисловичів, до яких місто відійшло 1238 року, Мост став осередком торгівлі й підприємництва. Місто славилось виноробством, яке, втім, згодом, занепало (вже у наш час робляться спроби відновити ці традиційні галузі міста — виноробство й садівництво).
Протягом XV—XVI століть Мост не раз страждав від пожеж. Відтак, у ході великої реконструкції після пожежі 1517 року в Мості були зведені чудові будівлі міської ратуші (у стилі ренесанс) та кафедрального собору.
Під час Тридцятирічної війни 1618—48 років Мост був зайнятий шведськими військами.
У XIX столітті поблизу міста почалась розробка буровугільних родовищ, власне подальшому розвитку місту зобов'язане саме гірничій промисловості, а саме — видобутку бурого вугілля.
У 1970-х роках місто пережило неоднозначну подію в своїй історії — майже весь історичний центр (крім однієї вулиці) було знесено, адже під ним виявили великий вугільний пласт. Паралельно спроектували й звели новий центр міста.

## Промисловість та соціальні проблеми
Мост — один із головних центрів з видобутку бурого вугілля у Чехії.
У місті також є підприємства хімічної промисловості й електрометалургії, велика ТЕС.
Мост — важливий залізничний вузол (вивезення бурого вугілля).
У місті через розвиток тяжкої промисловості неблагополучна екологічна ситуація. Саме прив'язка до кон'юнктурних проблем потреби в промисловості є чинником, що спричинює другу значну соціальну проблему Мосту — велику долю безробітних (близько чверті населення станом на середину 2000-х років, що є одним з найвищих показників у Чехії).

## Освіта
У місті розташовані 4 дитячих садів, 15 початкових шкіл, одна з яких є спеціальною, 11 загальноосвітніх шкіл, коледжів та вищих професійних школ (більшість з них перебувають у приватній власності), у тому числі 1 гімназія. Для художньо обдарованих дітей є 2 школи мистецтв.
Вищу освіту в Мості можна здобути у відділенні столичного Коледжу фінансів та управління, а також філіях 4 інших коледжів або університетів.

## Культура і дозвілля
У Мості є низка закладів культури, однак більш-менш істотних культурних заходів, скажімо національного а чи міжнародного рівня, тут не відбувається.
Місто має певні театральні традиції, однак нині в Мості лише два театри — міський театр на Првній площі та Театр розмаїття, який по суті є ляльковою сценою міського театру, й розташований у культурному центрі «Май» (чеськ. Máj «Травень»).
Музеї Мосту:

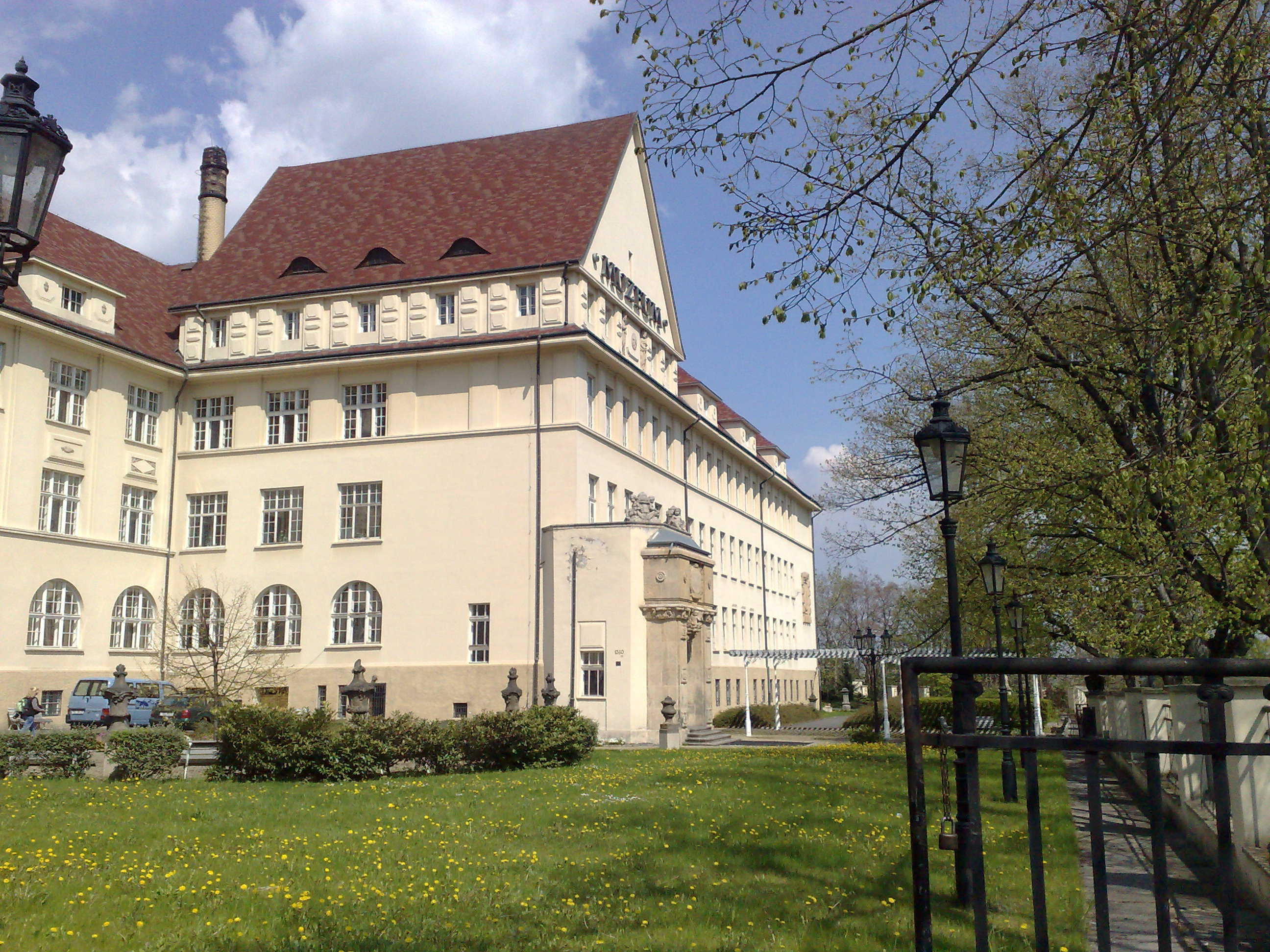
Обласний музей Мосту

- Обласний музей є класичним краєзнавчим, у тому числі із залами постійної експозиції з природи, історії та культури міста й околиць, для тимчасових (тематичних) виставок, і однією експозицією поза основним приміщенням — на міському кладовищі в будівлі колишнього крематорію (сучасний «Меморіал» Жертв-містян Другої світової війни;
- Подкружногорський технічний музей () — розповідає про розвиток гірництва у краї;
- художня галерея у підвалі Церкви Вознесіння;
- за виставкові зали правлять фоє міського театру та зала Zlatá trojka в муніципальній бібліотеці.

Для дітей функціонують 2 заклади культури — Будинок дітей та молоді і міській Центр дозвілля.
У Мості існує з кінозалів, але працюючим як осередок дозвілля є один міський кінотеатр «Космос» (Kosmos), який і розрахований власне на 3 кінозали. Решта три кінозали — у міській бібліотеці, у Будинку презентацій міста та на території місцевої лікарні.
Спортивні споруди Мосту — аквадром, аеродром, іподром.

## Пам'ятки

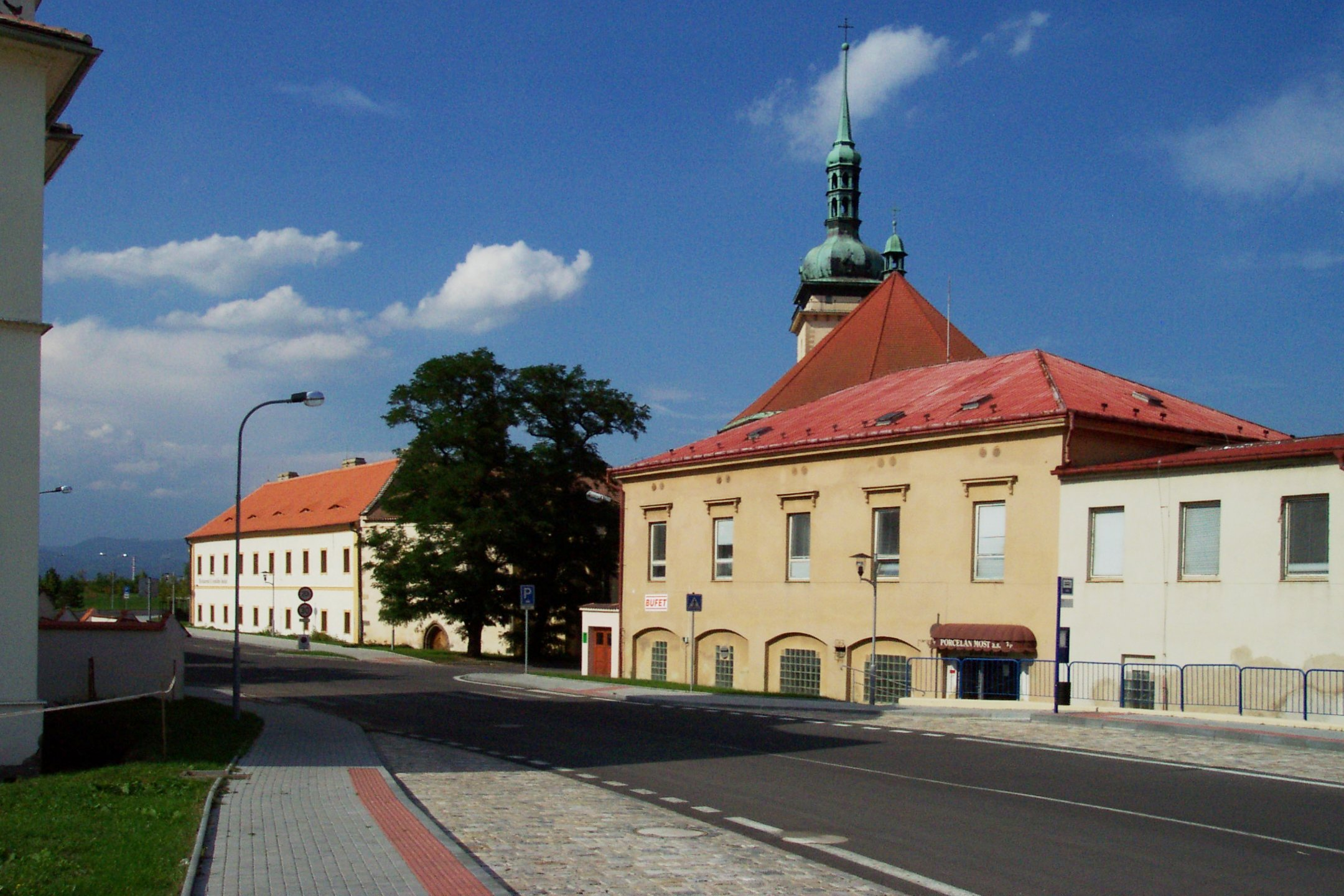
Єдина вціліла вулиця Старого Мосту

Оскільки міський центр був знесений у 1970-х роках, сучасним архітектурним обличчям Мосту є переважно новобудови. Однак декілька старовинних будівель, у тому числі з тих, що були не в центрі, збереглися:
- Гневинський замок (чеськ. Hněvín);
- була збережена одна вулиця з історичною забудовою Мосту;
- Костел Благовіщення Діви Марії (1602) — єдина будівля, що пережила знесення історичного центру міста. Восени 1975 року церкву було переміщено спеціально спорудженою рейсовою дорогою на нове місце (на відстані 840 метрів від вугільного розрізу), і таким чином споруда збереглась повністю[6].

## Уродженці
- Мартін Трчка (* 1977) — чеський яхтсмен.

## Міста-побратими
- Італія — Венеція;
- Австралія — Брисбен;
- Аргентина — Буенос-Айрес;
- Румунія — Бухарест;
- Швеція — Ґевле (Gävle);
- Росія — Єкатеринбург;
- Бельгія — Кортрейк (Kortrijk);
- Індонезія — Кулон-Прого (Kulon Progo);
- Фінляндія — Лахті;
- Нідерланди — Меппель (Meppel);
- Німеччина — Марієнберг;
- Японія — Осака;
- Греція — Птолемаїда;
- Бразилія — Сан-Паулу;
- КНР — Шанхай;
- Канада — Сандер-Бей (Thunder Bay);
- Монголія — Улан-Батор.